# Korzybie (Poméranie)
Pour les articles homonymes, voir Korzybie.
Korzybie (en allemand : Zollbrück) est une localité polonaise de la gmina mixte de Kępice située dans le powiat de Słupsk en voïvodie de Poméranie. Elle se trouve à environ 27 kilomètres au sud de Słupsk et 115 km à l'ouest de la capitale régionale Gdańsk.

## Géographie

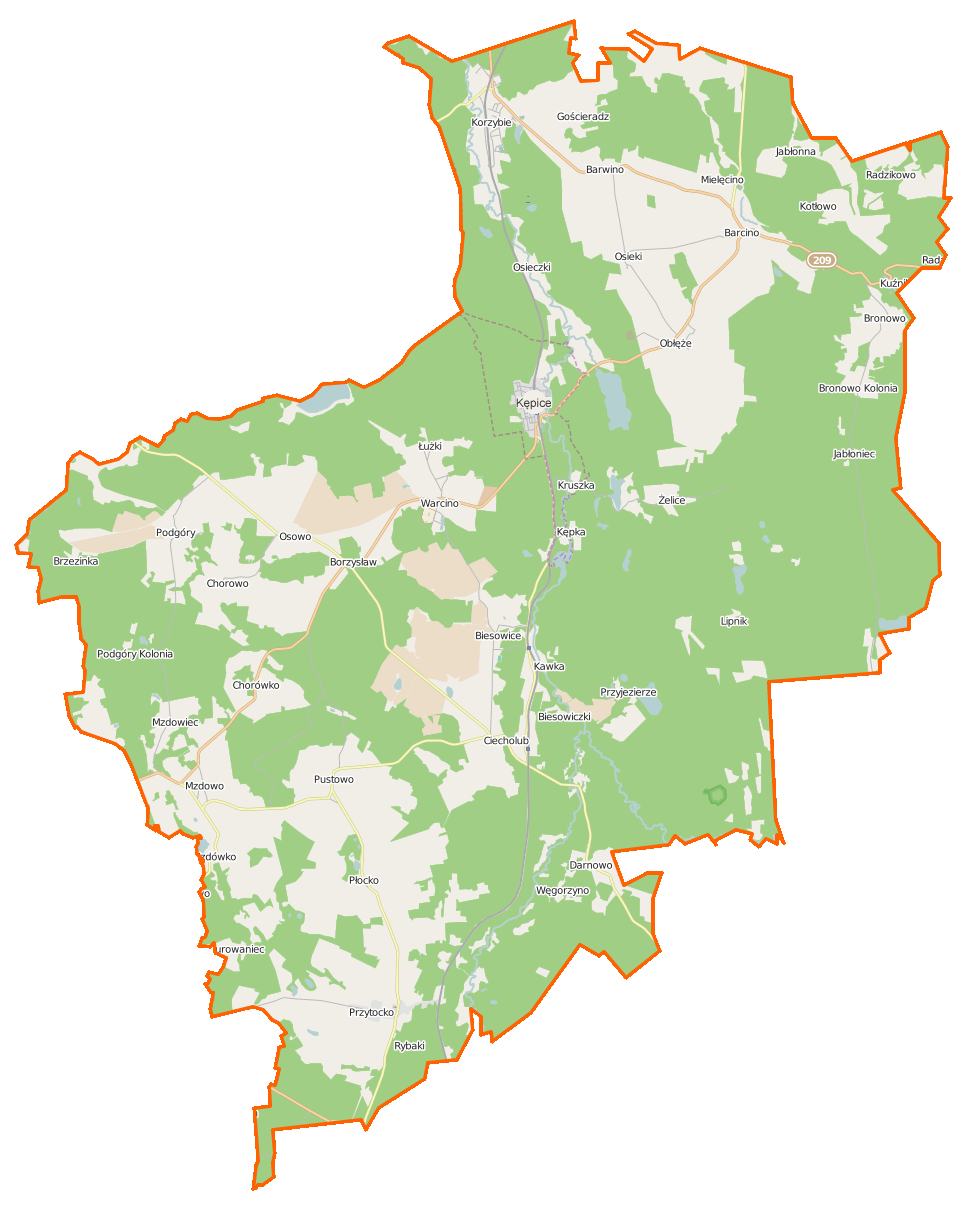
Carte de la gmina de Kępice.

## Histoire
De 1742 à 1945, Zollbrück fait partie de l'arrondissement de Rummelsburg-en-Poméranie dans le district de Köslin au sein de la province de Poméranie.